# National Hockey League 2021/2022
National Hockey League 2021/22 var den 105:e säsongen (104:e säsongen i spel) av National Hockey League. 
Ligan expanderade till 32 lag när Seattle Kraken anslöt. Ligan spelades mellan oktober och april, vilket var första gången sedan säsongen 2018/2019 på grund av coronapandemin. Men även denna säsong gjordes ett kort avbrott runt jul på grund av ett nytt pandemiutbrott.
Slutspelet avslutades 26 juni med att Colorado Avalanche besegrade Tampa Bay Lightning i Stanley Cup-finalen med 4-2 i matcher och vann för trejde gången.

## Ligans verksamhet

### Expansion
4 december 2018 bekräftade NHL att de hade beviljat en expansionsfranchise i staden Seattle och den 23 juli 2020 stod det klart att laget skulle heta Seattle Kraken. 30 april 2021 fick laget börja göra byten och värva spelare efter att ha skickat sin sista expansionsbetalning till ligan. NHL:s expansionsdraft 2021 hölls den 21 juli 2021 för att fylla truppen.

### Omställning
Ligan gick tillbaka till den tidigare anpassningen med östliga och västra konferenser. Som planerat före COVID-19-pandemin placerades Seattle Kraken i Pacific Division och Arizona Coyotes flyttades till Central Division. Om restriktionerna för gränsöverskridande resor hade fortsatt ett år till skulle ligan ha tvingats använda en tillfällig anpassning till en allkanadensisk division för ett andra år.

### Entry draft
NHL Entry Draft 2021 pågick 23–24 juli 2021 med Owen Power som valdes först av Buffalo Sabres. För andra året i rad genomfördes draften i ett fjärrformat på grund av COVID-19-pandemin från NHL Network-studiorna i Secaucus, New Jersey.

### Sponsorskap
Liksom förra säsongen fick NHL-lag visa sponsorlogotyper (hjälmberättigande partner) på sina hjälmar. Edmonton Oilers och Philadelphia Flyers hade ingen sponsor och valde att ha den traditionella teamlogotypen på sina hjälmar. De återstående lagen hade följande hjälmsponsorer för denna säsong:
- Anaheim: UCI Health
- Arizona: MedSupply (borta)
- Boston: TD Bank
- Buffalo: KeyBank (borta)
- Calgary: Telus (borta)
- Carolina: Lenovo
- Chicago: Belle Tire
- Colorado: Ball Corporation
- Columbus: Designer Shoe Warehouse (DSW) (hemma), iDesign (borta)
- Dallas: Energy Transfer (hemma), 7-Eleven (borta)
- Detroit: Meijer
- Florida: Amerant Bank (hemma)
- Los Angeles: Spectrum
- Minnesota: Toyota
- Montreal: Bell Canada (hemma), CIBC (borta)
- Nashville: Vanderbilt Health (hemma), Nashville Convention & Visitors Corp. (borta)
- New Jersey: Prudential Financial (hemma), Razu (borta)
- New York Islanders: Northwell Health (hemma), UBS (borta)
- New York Rangers: Benjamin Moore Paints
- Ottawa: Bet99 (hemma)
- Pittsburgh: Bold Penguin Insurance (hemma), PPG Industries (borta)
- St. Louis: Stifel (hemma), Enterprise Rent-A-Car (borta)
- San Jose: SAP (borta)
- Seattle: Amazon
- Tampa Bay: Tampa General Hospital
- Toronto: TikTok
- Vancouver: Toronto-Dominion Bank
- Vegas: Credit One Bank (hemma), P3 Health Partners (borta)
- Washington: Capital One
- Winnipeg: Bell Canada

## Säsongen

### Utomhusmatcher
- Winter Classic 2022 spelades 1 januari 2022 vid Target Field i Minneapolis där Minnesota Wild tog emot St. Louis Blues. Den matchen var planerad till 2021 men blev uppskjuten pga pandemin.
- Stadium Series 2022 spelades 26 februari 2022 vid Nissan Stadium i Nashville, Tennessee där Nashville Predators tog emot Tampa Bay Lightning.
- Heritage Classic 2022 spelades 13 mars 2022 vid Tim Hortons Field i Hamilton, Ontario där Buffalo Sabres och Toronto Maple Leafs möttes.

### All-Star Game
All-Star Game 2022 spelades vid T-Mobile Arena i Paradise, Nevada som är hemmaarena för Vegas Golden Knights den 5 februari och skills competition hölls den 4 februari.

## Tabeller

### Eastern Conference
Top 3 (Metropolitan Division)
| Pos | Lag                     | SM | V  | F  | OTL | RW | GM  | IM  | GD  | Pts |
| --- | ----------------------- | -- | -- | -- | --- | -- | --- | --- | --- | --- |
| 1   | y – Carolina Hurricanes | 82 | 54 | 20 | 8   | 47 | 278 | 202 | +76 | 116 |
| 2   | x – New York Rangers    | 82 | 52 | 24 | 6   | 44 | 254 | 207 | +47 | 110 |
| 3   | x – Pittsburgh Penguins | 82 | 46 | 25 | 11  | 37 | 272 | 229 | +43 | 103 |

Top 3 (Atlantic Division)
| Pos | Lag                     | SM | V  | F  | OTL | RW | GM  | IM  | GD  | Pts |
| --- | ----------------------- | -- | -- | -- | --- | -- | --- | --- | --- | --- |
| 1   | p – Florida Panthers    | 82 | 58 | 18 | 6   | 42 | 340 | 246 | +94 | 122 |
| 2   | x – Toronto Maple Leafs | 82 | 54 | 21 | 7   | 45 | 315 | 253 | +62 | 115 |
| 3   | x – Tampa Bay Lightning | 82 | 46 | 25 | 11  | 37 | 272 | 229 | +43 | 103 |

Eastern Conference Wild Card
| Pos | Lag                       | SM | V  | F  | OTL | RW | GM  | IM  | GD  | Pts |
| --- | ------------------------- | -- | -- | -- | --- | -- | --- | --- | --- | --- |
| 1   | x – Boston Bruins         | 82 | 51 | 26 | 5   | 40 | 255 | 220 | +35 | 107 |
| 2   | x – Washington Capitals   | 82 | 44 | 26 | 12  | 35 | 275 | 245 | +30 | 100 |
| 3   | e – New York Islanders    | 82 | 37 | 35 | 10  | 34 | 231 | 237 | -6  | 84  |
| 4   | e – Columbus Blue Jackets | 82 | 37 | 38 | 7   | 26 | 262 | 300 | -38 | 81  |
| 5   | e – Buffalo Sabres        | 82 | 32 | 39 | 11  | 25 | 232 | 290 | -58 | 75  |
| 6   | e – Detroit Red Wings     | 82 | 32 | 40 | 10  | 21 | 230 | 312 | -82 | 74  |
| 7   | e – Ottawa Senators       | 82 | 33 | 42 | 7   | 26 | 227 | 266 | -39 | 73  |
| 8   | e – New Jersey Devils     | 82 | 27 | 46 | 9   | 19 | 248 | 307 | -59 | 63  |
| 9   | e – Philadelphia Flyers   | 82 | 25 | 46 | 11  | 20 | 211 | 298 | -87 | 61  |
| 10  | e – Montreal Canadiens    | 82 | 22 | 49 | 11  | 16 | 221 | 319 | -98 | 55  |

### Western Conference
Top 3 (Central Division)
| Pos | Lag                    | SM | V  | F  | OTL | RW | GM  | IM  | GD  | Pts |
| --- | ---------------------- | -- | -- | -- | --- | -- | --- | --- | --- | --- |
| 1   | z – Colorado Avalanche | 82 | 56 | 19 | 7   | 46 | 312 | 234 | +78 | 119 |
| 2   | x – Minnesota Wild     | 82 | 53 | 22 | 7   | 37 | 310 | 253 | +57 | 113 |
| 3   | x – St. Louis Blues    | 82 | 49 | 22 | 11  | 43 | 311 | 242 | +69 | 109 |

Top 3 (Pacific Division)
| Pos | Lag                   | SM | V  | F  | OTL | RW | GM  | IM  | GD  | Pts |
| --- | --------------------- | -- | -- | -- | --- | -- | --- | --- | --- | --- |
| 1   | y – Calgary Flames    | 82 | 50 | 21 | 11  | 44 | 293 | 208 | +85 | 111 |
| 2   | x – Edmonton Oilers   | 82 | 49 | 27 | 6   | 38 | 290 | 252 | +38 | 104 |
| 3   | x – Los Angeles Kings | 82 | 44 | 27 | 11  | 35 | 239 | 236 | +3  | 99  |

Western Conference Wild Card
| Pos | Lag                      | SM | V  | F  | OTL | RW | GM  | IM  | GD   | Pts |
| --- | ------------------------ | -- | -- | -- | --- | -- | --- | --- | ---- | --- |
| 1   | x – Dallas Stars         | 82 | 46 | 30 | 6   | 31 | 238 | 246 | -8   | 98  |
| 2   | x – Nashville Predators  | 82 | 45 | 30 | 7   | 35 | 266 | 252 | +14  | 97  |
| 3   | e – Vegas Golden Knights | 82 | 43 | 31 | 8   | 34 | 266 | 248 | +18  | 94  |
| 4   | e – Vancouver Canucks    | 82 | 40 | 30 | 12  | 32 | 249 | 236 | +13  | 92  |
| 5   | e – Winnipeg Jets        | 82 | 39 | 32 | 11  | 32 | 252 | 257 | -5   | 89  |
| 6   | e – San Jose Sharks      | 82 | 32 | 37 | 13  | 22 | 214 | 264 | -50  | 77  |
| 7   | e – Anaheim Ducks        | 82 | 31 | 37 | 14  | 22 | 232 | 271 | -39  | 76  |
| 8   | e – Chicago Blackhawks   | 82 | 28 | 42 | 12  | 16 | 219 | 291 | -72  | 68  |
| 9   | e – Seattle Kraken       | 82 | 27 | 49 | 6   | 23 | 216 | 285 | -69  | 60  |
| 10  | e – Arizona Coyotes      | 82 | 25 | 50 | 7   | 18 | 207 | 313 | -106 | 57  |

## Slutspelet
|  | Första omgången    | Första omgången | Första omgången |   |            | Andra omgången | Andra omgången | Andra omgången |  |    | Konference-final | Konference-final | Konference-final |  |    | Stanley Cup | Stanley Cup | Stanley Cup |
|  |                    |                 |                 |   |            |                |                |                |  |    |                  |                  |                  |  |    |             |             |             |
|  | A1                 | Florida         | 4               |   |            |                |                |                |  |    |                  |                  |                  |  |    |             |             |             |
|  | WC                 | Washington      | 2               |   |            |                |                |                |  |    |                  |                  |                  |  |    |             |             |             |
|  | WC                 | Washington      | 2               |   | A1         | Florida        | 0              |                |  |    |                  |                  |                  |  |    |             |             |             |
|  |                    |                 |                 |   | A1         | Florida        | 0              |                |  |    |                  |                  |                  |  |    |             |             |             |
|  |                    | A3              | Tampa Bay       | 4 |            |                |                |                |  |    |                  |                  |                  |  |    |             |             |             |
|  | A2                 | A3              | Tampa Bay       | 4 | Toronto    | 3              |                |                |  |    |                  |                  |                  |  |    |             |             |             |
|  | A2                 |                 |                 |   | Toronto    | 3              |                |                |  |    |                  |                  |                  |  |    |             |             |             |
|  | A3                 | Tampa Bay       | 4               |   |            |                |                |                |  |    |                  |                  |                  |  |    |             |             |             |
|  | A3                 | Tampa Bay       | 4               |   |            |                |                |                |  | A3 | Tampa Bay        | 4                |                  |  |    |             |             |             |
|  | Eastern Conference |                 |                 |   |            |                |                |                |  | A3 | Tampa Bay        | 4                |                  |  |    |             |             |             |
|  |                    | M2              | NY Rangers      | 2 |            |                |                |                |  |    |                  |                  |                  |  |    |             |             |             |
|  | M1                 | M2              | NY Rangers      | 2 | Carolina   | 4              |                |                |  |    |                  |                  |                  |  |    |             |             |             |
|  | M1                 |                 |                 |   | Carolina   | 4              |                |                |  |    |                  |                  |                  |  |    |             |             |             |
|  | WC                 | Boston          | 3               |   |            |                |                |                |  |    |                  |                  |                  |  |    |             |             |             |
|  | WC                 | Boston          | 3               |   | M1         | Carolina       | 3              |                |  |    |                  |                  |                  |  |    |             |             |             |
|  |                    |                 |                 |   | M1         | Carolina       | 3              |                |  |    |                  |                  |                  |  |    |             |             |             |
|  |                    | M2              | NY Rangers      | 4 |            |                |                |                |  |    |                  |                  |                  |  |    |             |             |             |
|  | M2                 | M2              | NY Rangers      | 4 | NY Rangers | 4              |                |                |  |    |                  |                  |                  |  |    |             |             |             |
|  | M2                 |                 |                 |   | NY Rangers | 4              |                |                |  |    |                  |                  |                  |  |    |             |             |             |
|  | M3                 | Pittsburgh      | 3               |   |            |                |                |                |  |    |                  |                  |                  |  |    |             |             |             |
|  | M3                 | Pittsburgh      | 3               |   |            |                |                |                |  |    |                  |                  |                  |  | A3 | Tampa Bay   | 2           |             |
|  |                    |                 |                 |   |            |                |                |                |  |    |                  |                  |                  |  | A3 | Tampa Bay   | 2           |             |
|  |                    | C1              | Colorado        | 4 |            |                |                |                |  |    |                  |                  |                  |  |    |             |             |             |
|  | C1                 | C1              | Colorado        | 4 | Colorado   | 4              |                |                |  |    |                  |                  |                  |  |    |             |             |             |
|  | C1                 |                 |                 |   | Colorado   | 4              |                |                |  |    |                  |                  |                  |  |    |             |             |             |
|  | WC                 | Nashville       | 0               |   |            |                |                |                |  |    |                  |                  |                  |  |    |             |             |             |
|  | WC                 | Nashville       | 0               |   | C1         | Colorado       | 4              |                |  |    |                  |                  |                  |  |    |             |             |             |
|  |                    |                 |                 |   | C1         | Colorado       | 4              |                |  |    |                  |                  |                  |  |    |             |             |             |
|  |                    | C3              | St. Louis       | 2 |            |                |                |                |  |    |                  |                  |                  |  |    |             |             |             |
|  | C2                 | C3              | St. Louis       | 2 | Minnesota  | 2              |                |                |  |    |                  |                  |                  |  |    |             |             |             |
|  | C2                 |                 |                 |   | Minnesota  | 2              |                |                |  |    |                  |                  |                  |  |    |             |             |             |
|  | C3                 | St. Louis       | 4               |   |            |                |                |                |  |    |                  |                  |                  |  |    |             |             |             |
|  | C3                 | St. Louis       | 4               |   |            |                |                |                |  | C1 | Colorado         | 4                |                  |  |    |             |             |             |
|  | Western Conference |                 |                 |   |            |                |                |                |  | C1 | Colorado         | 4                |                  |  |    |             |             |             |
|  |                    | P2              | Edmonton        | 0 |            |                |                |                |  |    |                  |                  |                  |  |    |             |             |             |
|  | P1                 | P2              | Edmonton        | 0 | Calgary    | 4              |                |                |  |    |                  |                  |                  |  |    |             |             |             |
|  | P1                 |                 |                 |   | Calgary    | 4              |                |                |  |    |                  |                  |                  |  |    |             |             |             |
|  | WC                 | Dallas          | 3               |   |            |                |                |                |  |    |                  |                  |                  |  |    |             |             |             |
|  | WC                 | Dallas          | 3               |   | P1         | Calgary        | 1              |                |  |    |                  |                  |                  |  |    |             |             |             |
|  |                    |                 |                 |   | P1         | Calgary        | 1              |                |  |    |                  |                  |                  |  |    |             |             |             |
|  |                    | P2              | Edmonton        | 4 |            |                |                |                |  |    |                  |                  |                  |  |    |             |             |             |
|  | P2                 | P2              | Edmonton        | 4 | Edmonton   | 4              |                |                |  |    |                  |                  |                  |  |    |             |             |             |
|  | P2                 |                 |                 |   | Edmonton   | 4              |                |                |  |    |                  |                  |                  |  |    |             |             |             |
|  | P3                 | Los Angeles     | 3               |   |            |                |                |                |  |    |                  |                  |                  |  |    |             |             |             |

## Statistik

### Poängligan
| Spelare            | Lag                 | SM | M  | A  | P   | +/– | Utv |
| ------------------ | ------------------- | -- | -- | -- | --- | --- | --- |
| Connor McDavid     | Edmonton Oilers     | 80 | 44 | 79 | 123 | +28 | 45  |
| Johnny Gaudreau    | Calgary Flames      | 82 | 40 | 75 | 115 | +64 | 26  |
| Jonathan Huberdeau | Florida Panthers    | 80 | 30 | 85 | 115 | +35 | 54  |
| Leon Draisaitl     | Edmonton Oilers     | 80 | 55 | 55 | 110 | +17 | 40  |
| Kirill Kaprizov    | Minnesota Wild      | 81 | 47 | 61 | 108 | +27 | 34  |
| Auston Matthews    | Toronto Maple Leafs | 73 | 60 | 46 | 106 | +20 | 18  |
| Steven Stamkos     | Tampa Bay Lightning | 81 | 42 | 64 | 106 | +24 | 36  |
| Matthew Tkachuk    | Calgary Flames      | 82 | 42 | 62 | 104 | +57 | 68  |
| J. T. Miller       | Vancouver Canucks   | 80 | 32 | 67 | 99  | +15 | 47  |
| Mitch Marner       | Toronto Maple Leafs | 72 | 35 | 62 | 97  | +23 | 16  |

### Målvaktsligan
| Spelare            | Lag                 | SM | TOI      | V  | F  | ÖTF | IN  | SO | SV%   | GAA  |
| ------------------ | ------------------- | -- | -------- | -- | -- | --- | --- | -- | ----- | ---- |
| Igor Shesterkin    | New York Rangers    | 53 | 3,070:32 | 36 | 13 | 4   | 106 | 6  | 0.935 | 2.07 |
| Frederik Andersen  | Carolina Hurricanes | 52 | 3,070:53 | 35 | 14 | 3   | 111 | 4  | 0.922 | 2.17 |
| Jacob Markström    | Calgary Flames      | 63 | 3,695:50 | 37 | 15 | 9   | 137 | 9  | 0.922 | 2.22 |
| Ilya Sorokin       | New York Islanders  | 52 | 3,072:17 | 26 | 18 | 8   | 123 | 7  | 0.925 | 2.40 |
| Jeremy Swayman     | Boston Bruins       | 41 | 2,390:14 | 23 | 14 | 3   | 96  | 3  | 0.914 | 2.41 |
| Tristan Jarry      | Pittsburgh Penguins | 58 | 3,415:11 | 34 | 18 | 6   | 138 | 4  | 0.919 | 2.42 |
| Linus Ullmark      | Boston Bruins       | 41 | 2,330:26 | 26 | 10 | 2   | 95  | 1  | 0.917 | 2.45 |
| Andrei Vasilevskiy | Tampa Bay Lightning | 63 | 3,760:45 | 39 | 18 | 5   | 156 | 2  | 0.916 | 2.49 |
| Jake Oettinger     | Dallas Stars        | 48 | 2,707:36 | 30 | 15 | 1   | 114 | 1  | 0.914 | 2.53 |
| Darcy Kuemper      | Colorado Avalanche  | 57 | 3,258:45 | 37 | 12 | 4   | 138 | 5  | 0.921 | 2.54 |